# Александар Машин
Александар Ј. Машин (чеш. Aleksandár Mašín; Београд, 24. мај 1857. — Београд, 18. април 1910) био је пуковник Генералштаба Војске Краљевине Србије. Један је од организатора Мајског преврата 1903. године којим је свргнут и убијен краљ Александар Обреновић. У влади Јована Авакумовића био је министар грађевина.

## Биографија
Рођен је 24. маја 1857. у Београду од оца Јована дворског лекара кнеза Михаила и краља Милана Обреновића и мајке Барборе. Након завршетка шест разреда гимназије у Београду, ступио је 1871. године у Артиљеријску школу, коју је завршио 1876. године, када је произведен у чин пешадијског потпоручника. Завршио је Вишу школу Војне академије, двогодишњу официрску школу у Бечу и ђенералштабну припрему, те постао ђенералштабни капетан прве класе 1885. године. У чин потпуковника унапређен је 1893. године, а чин пуковника је добио 1898. године.
Пензионисан је 1900. године, реактивиран 29. маја 1903, када се укључио у Мајски преврат као најстарији официр.
Био је девер краљице Драге Обреновић која је пре удаје за краља Александра, била удата за његовог брата Светозара. Сматрао је да је његова бивша снаја можда убила његовог брата и из тих разлога прикључио се завереницима предвођених Драгутином Димитријевићем Аписом. Поново је пензионисан 29. маја 1906, и то на захтев владе Велике Британије.

### Важније дужности
Током Првог српско-турског рата радио је у штабу Добровољачког корпуса на Дрини. Командант пешадијског батаљона био је у Другом српско-турском рату и Српско-бугарском рату. Такође је био командант пешадијског пука, професор Војне академије, начелник штаба дивизије, војни изасланик у Бечу (1897—1898), посланик на двору црногорског кнеза (1897—1898), изасланик Србије на Хашкој конференцији (1899), министар грађевина (1903), командант Дунавске дивизијске области (1904) и вршилац дужности начелника Главног генералштаба (1905—1906).
Одликован је Орденом таковског крста трећег степена, Орденом белог орла трећег степена, Орденом Карађорђеве звезде другог степена, Орденом Милоша Великог четвртог степена, Златном медаљом за храброст, Сребрном медаљом за храброст, споменицама ратова 1876, 1877—1878. и 1885. године и Медаљом краља Петра Првог. Као војни писац и преводилац објављивао је запажене чланке и преводе, највише у часопису „Ратник“.
Преминуо је у Београду, после "тешке болести", 5/18. априла 1910. године. Сахрањен је на Новом гробљу.

## Породица

### Родитељи
| име              | слика | датум рођења | датум смрти        |
| ---------------- | ----- | ------------ | ------------------ |
| Јован Машин      |       | 1820.        | 24. децембар 1884. |
| Барбора Вшетечек |       |              |                    |